# Lilly Marischka
Lilly Marischka, gebürtig Lilian Karczag, (* 7. Juli 1901 in Hinterbrühl, Österreich-Ungarn; † 23. Oktober 1981 in Wien) war eine österreichische Stummfilmschauspielerin der frühen 1920er Jahre und Kostümbildnerin beim Theater. 

## Leben und Wirken
Lilian Karczag, die Tochter des Theaterdirektors, Schriftsteller und Journalisten Wilhelm Karczag und dessen Gattin, der Sängerin Julie Kopacsy-Karczag, heiratete am 28. August 1921 den Schauspieler und Regisseur Hubert Marischka, der sie, noch keine 20 Jahre alt, unter dem Namen Lilly Marischka mit Hauptrollen in einigen seiner und seines Bruders Ernst Marischkas Kinoinszenierungen unterbrachte. Ihre bekanntesten Filme wurden 1921 das Eifersuchtsdrama Dorela, für das Franz Lehár Lilly Marischka eigens ein Lied („Do-re-la“) komponierte, und das vierteilige Gangsterdrama Die „Huronen“, ihr letzter das Beziehungs- und Gebirgsmelodram Die Lawine von Michael Kertesz. 
Nach dem Ende ihrer kurzlebigen Stummfilmkarriere vor der Kamera nahm sie einen Berufswechsel vor, begann als Kostümbildnerin zu arbeiten und wirkte in dieser Funktion vor allem am von ihrem Vater bzw. Hubert Marischka geleiteten Theater an der Wien der österreichischen Hauptstadt. Nach der Scheidung von Marischka heiratete Lilly Marischka den chilenischen Botschafter in Wien, Martin Figueroa (1889–1971), und zog sich ins Privatleben zurück. Das Ehepaar wurde in der Grabstelle von Lillys Eltern in Wien-Hietzing beigesetzt.

## Filmografie (komplett)
- 1920: Enis Aldjelis, die Blume des Ostens
- 1920: Töte sie!
- 1921: Dorela
- 1921: Die “Huronen” (vier Teile)
- 1922: Genoveva
- 1922: Walpurgiszauber
- 1923: Die Lawine